# اگلن
شهر اگلن در ایالت زاکسن-آنهالت در کشور آلمان واقع شده است.